# 筋腫
筋腫（myoma）とは筋肉組織に形成される間葉腫である。線維腫（fibroma）とは区別される。
下記の分類が知られている。
- 横紋筋腫（英語版）（rhabdomyoma）：極めて稀な疾患であり、横紋筋組織からなる。小児に発生し、しばしば悪性化して横紋筋肉腫となる。
- 平滑筋腫（英語版）（leiomyoma）：頻度の高い疾患であり、平滑筋線維からなる。子宮、皮膚、消化管に発生する。最も頻度が高いのは子宮筋腫であり、ホルモン感受性を持つ。
- 腺筋腫（英語版）（adenomyoma）：筋線維と腺組織が混在する。Wolff管残遺物等の胚性残存物も含まれる。
- 線維平滑筋腫（英語版）（fibroleiomyoma）：結合組織に多くの筋線維が混在する。

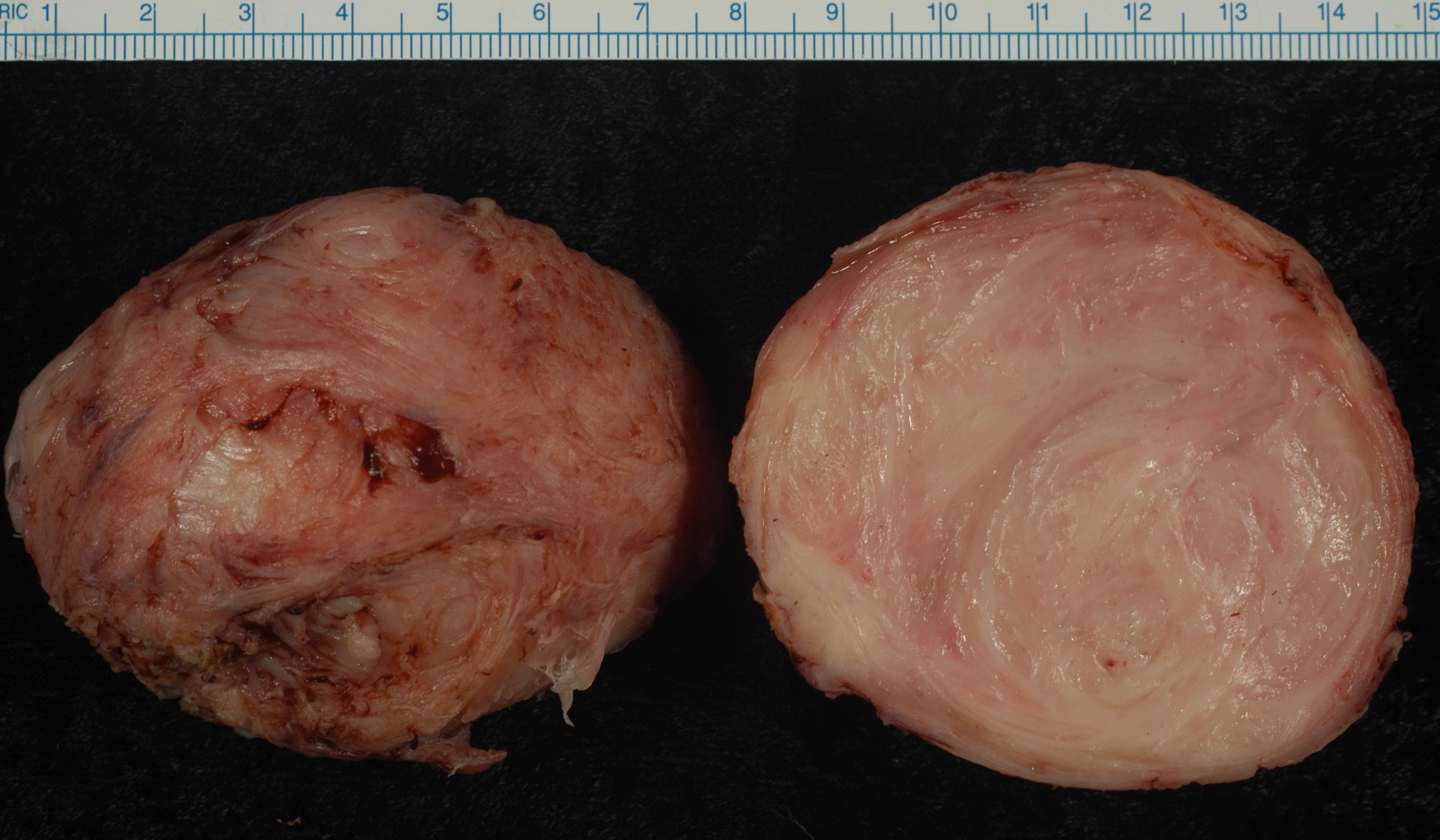
核出された子宮筋腫（左：表面　右：断面）
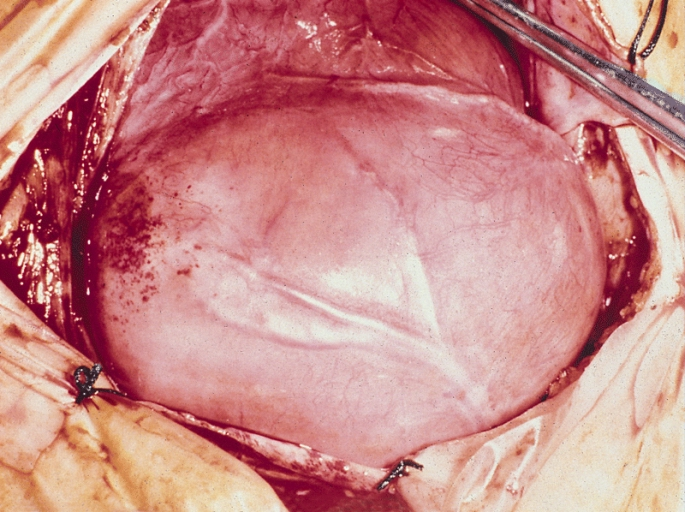
小児の心横紋筋腫
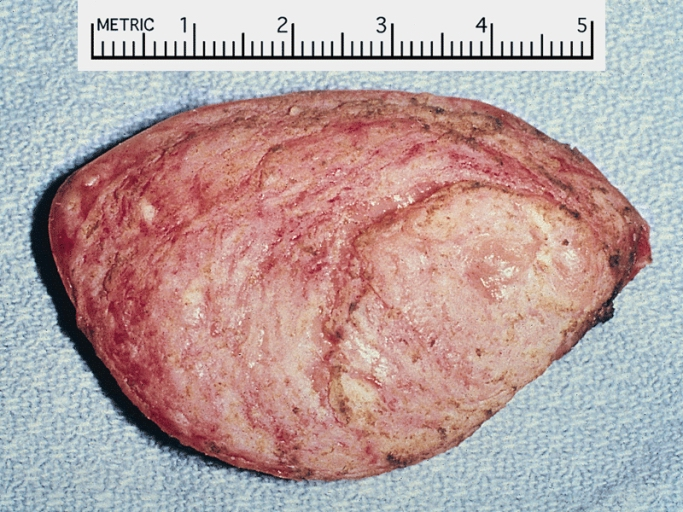
小児の心横紋筋腫（核出後）

## 治療
筋腫核出術や、子宮筋腫においては子宮摘出術が実施される。